# Симптом «кошачьего мурлыканья»
Симптом «кошачьего мурлыканья» — диагностический пальпаторный симптом некоторых заболеваний сердечно-сосудистой системы, таких как стеноз митрального клапана, стеноз устья аорты, стеноз легочной артерии, незаращение артериального протока между аортой и легочной артерией, дефект межжелудочковой перегородки, стеноз трикуспидального клапана.
Впервые описан Корвизаром, позднее Лаэннек сравнил его с ощущением, возникающим при поглаживании спины мурлыкающей кошки.
Возникает из-за колебаний крови при прохождении её через суженное митральное отверстие турбулентной струей с низкочастотными вибрациями, которые через окружающие ткани проводятся к пальпирующей руке. Разделяется на систолическое и диастолическое. При заболеваниях перикарда дрожание образовано трением листков околосердечной сумки, при этом симптом выявляется в области наиболее выраженного трения, поэтому его определение проводится не только по точкам аускультации.

## Методика выявления симптома
Выпрямленные и сомкнутые II—IV пальцы правой руки ладонной поверхностью последовательно кладут на участки передней грудной стенки:
1. над областью верхушечного толчка;
2. над II межреберьем у правого края грудины;
3. над II межреберьем у левого края грудины;
4. над областью основания мечевидного отростка.

Определяется наличие или отсутствие пульсирующей вибрации грудной стенки. При выявлении вибрации устанавливается ее локализация и определяется, в какую фазу сердечной деятельности (систолу или диастолу) она происходит. Для этого пальцами левой руки прощупывается пульс на сонной артерии — если вибрация совпадает с пульсовым толчком сонной артерии, она происходит в систолу сердца.
Диастолическое дрожание характерно в области верхушки сердца при митральном стенозе. Систолическое дрожание в области II межреберья справа — стенозе устья аорты, слева — стенозе легочной артерии. При дефекте межжелудочковой перегородки систолическое дрожание пальпируется в IV межреберье слева у грудины.